# Bia de’ Medici

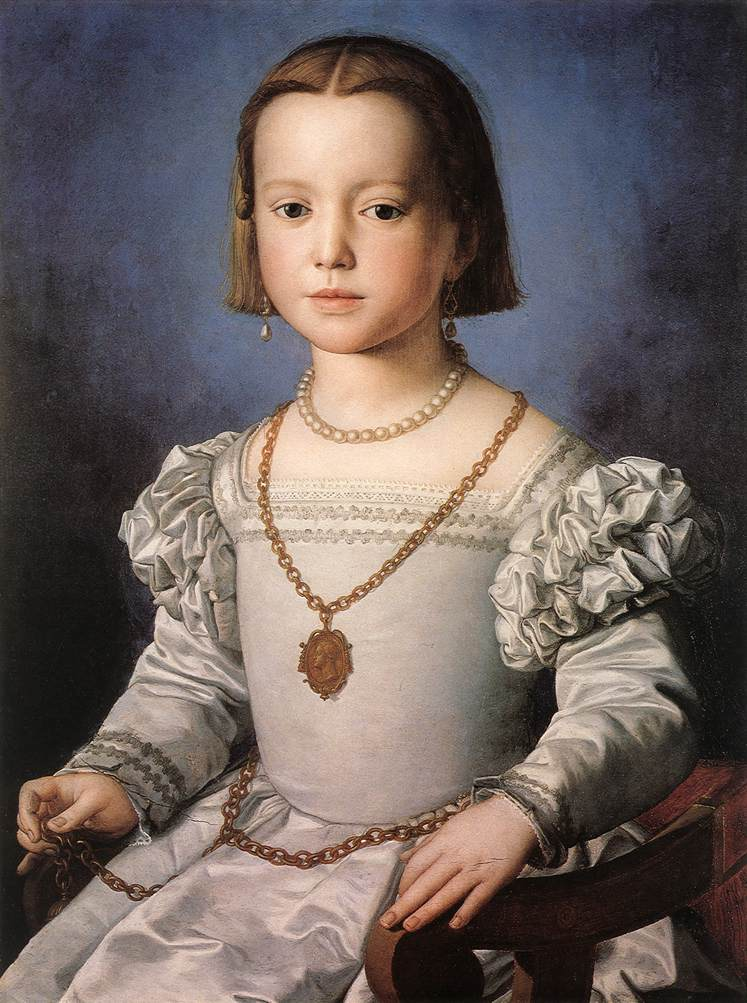
Angebliches Portrait Bia de' Medici (tatsächlich wohl Maria de' Medici), Agnolo Bronzino, Tribuna degli Uffizi, Florenz

Bianca de’ Medici (* 1536; † 1. März 1542 in Florenz), in der Regel auch bekannt als Bia de’ Medici, war die uneheliche Tochter von Cosimo I. de’ Medici, Großherzog der Toskana, die noch vor seiner ersten Ehe geboren wurde.
Nach ihrem Tod an einem Fieber im Alter von etwa sechs Jahren ließ ihr Vater im Auftrag ein Gemälde von ihr von Agnolo Bronzino malen, das heute eines seiner bekanntesten Werke ist. Das Gemälde von Bia hat einige moderne Künstler wie zum Beispiel den amerikanischen Bildhauer Joseph Cornell zu Werken inspiriert.

## Leben
Die Identität von Bias Mutter ist nicht bekannt, aber Cosimo war wahrscheinlich nicht älter als sechzehn, als sie gezeugt wurde. Nach einigen Geschichten war Bias Mutter ein Dorfmädchen aus Trebbio, während andere sagten, sie sei eine Dame aus Florenz gewesen. Nur Cosimo selbst und die Großmutter väterlicherseits des Mädchens, Maria Salviati, kannten die Identität der Mutter, aber Salviati weigerte sich, sie zu offenbaren.

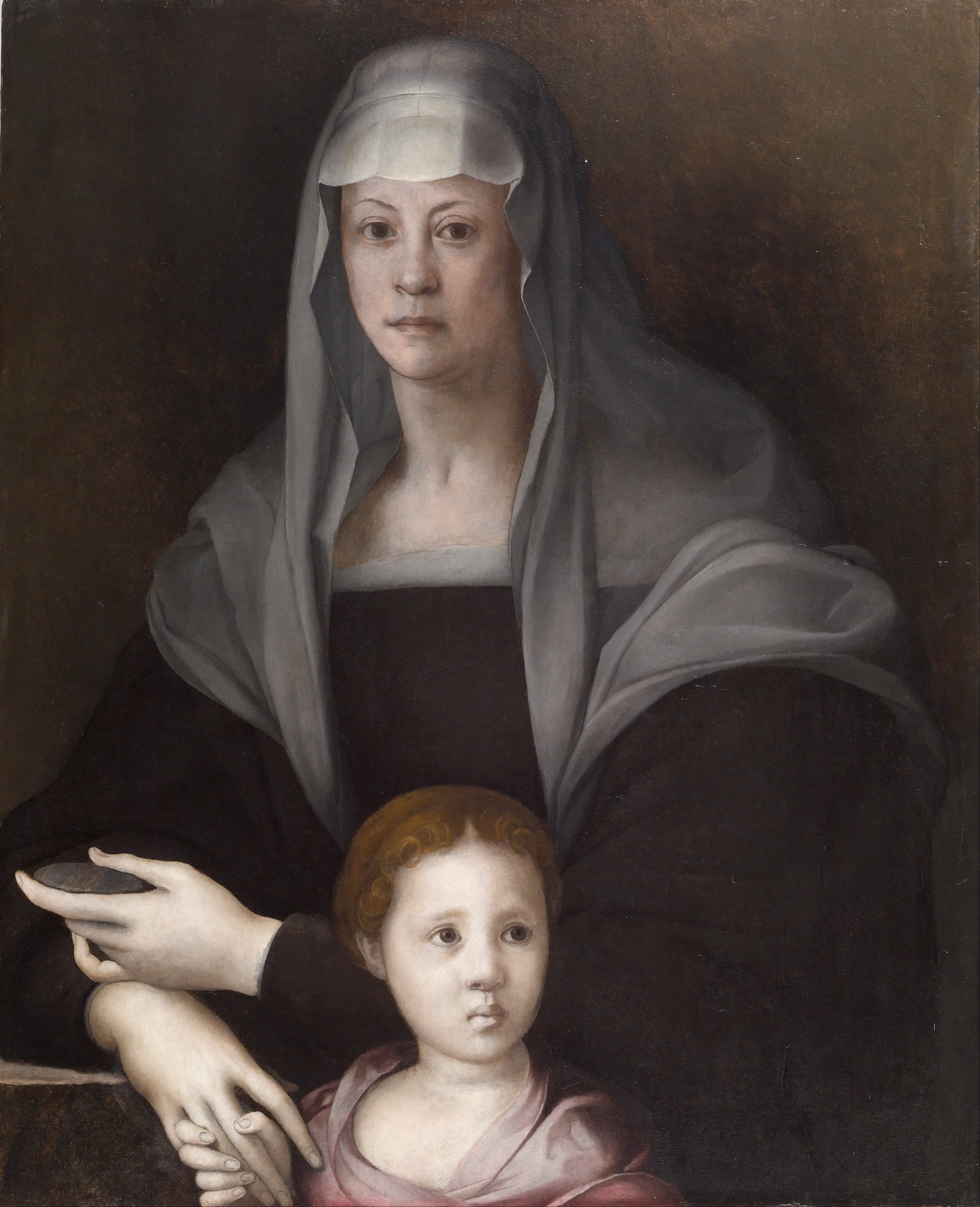
Maria Salviati mit einer Enkelin

Edgcumbe Staley schrieb in Die Tragödien der Medici, englisch The Tragedies of the Medici, dass das kleine Mädchen La Bia hieß, kurz für Bambina (kleines Mädchen oder Baby). Der Name könnte auch die Kurzform von Bianca gewesen sein.
Laut Staley weigerte sich die neue Frau des Vaters, Eleonora di Toledo, Bias Präsenz im Palast zu tolerieren, also schickte Cosimo sie in die Villa di Castello, die Residenz ihrer Großmutter Maria Salviati nördlich von Florenz, in der auch andere Kinder der Medici aufwuchsen.
Andere zuverlässige Quellen berichten, dass sie von Eleonora liebevoll behandelt wurde.
Bia teilte ihre Kinderzimmer mit Giulia de’ Medici, der unehelichen Tochter von Alessandro de’ Medici, Herzog von Florenz, die ungefähr gleich alt war. Bia wuchs zu einem temperamentvollen kleinen Mädchen heran, das von ihrem Vater sehr geliebt wurde.
Sowohl Bia als auch ihre Cousine Giulia erkrankten im Februar 1542 an einem Fieber, von dem sich Giulia erholte, Bia aber nicht.
Cosimo erhielt fast täglich Nachrichten über die Verschlechterung des Zustands seiner erstgeborenen Tochter. Das Kind wurde zwischen dem 25. und dem 28. Februar schwächer und starb schließlich am 1. März 1542. Sie wurde in der Krypta der Medicis in der Basilica di San Lorenzo beigesetzt.
Maike Vogt-Lüerssen wies in einem Aufsatz in Medicea – Rivista interdisciplinare di studi medicei nach, dass das Bildnis Bronzinos, das bisher für jenes von Bia gehalten wurde, in Wirklichkeit ihre Halbschwester Maria de’ Medici (1540–1557) darstellt. Diese Meinung vertritt auch Lothar Schultes, der ein jüngst in einer Wiener Auktion aufgetauchtes Bild aus dem Umkreis Paolo Veroneses für das wirkliche Porträt Bias hält. Dafür spricht eine alte Aufschrift, die das dargestellte Kind als „La Bia Fanciulla grazz(io)sa Figlia di Cosimo (pr)imo“ bezeichnet.